# Мацуока, Ёсиюки
Ёсиюки Мацуока (яп. 松岡 義之 Мацуока Ёсиуки, 6 марта 1957 года, префектура Хиого, Япония) — японский дзюдоист, чемпион Олимпийских игр, призёр чемпионатов мира.

## Биография
Тренировался у Созо Фудзи, четырёхкратного чемпиона мира, и под его руководством отточил иппон сэои-нагэ (бросок через спину с захватом руки на плечо)
В 1982 году стал победителем розыгрышей Кубка Венгрии и Кубка Чехословакии и занял третье место на розыгрыше Кубка Дзигоро Кано. В 1983 году выступил на чемпионате мира в Москве и занял там второе место, уступив Николаю Солодухину.
Был выбран для участия Летних Олимпийских играх 1984 года в Лос-Анджелесе. В его категории боролись 34 дзюдоиста. Борец, победивший во всех схватках группы выходил в финал, где встречался с борцом из другой группы. Проигравшие финалистам, начиная с четвертьфинала, встречались в «утешительных» схватках, по результатам которых определялись бронзовые призёры. В отсутствие Николая Солодухина, который рассматривался как главный претендент на золотую олимпийскую медаль, стал главным фаворитом турнира. В первой схватке японский борец выиграл зацепом изнутри, во второй и третьей коронным броском через спину, в четвёртой победил болевым приёмом. Самым сложным для Ёсиюки Мацуока оказался полуфинал, где он боролся с Александром Марком из Франции. Мацуока атаковал всю встречу с первых секунд, но Марк удачно защищался и не позволил японцу провести оцененный приём. Тем не менее трое из трёх судей отдали победу Мацуока. В финальной схватке корейский борец Хван Чон О пытался противопоставить японскому борцу глухую защиту, но Мацуока смог провести свой коронный приём на юко и стал олимпийским чемпионом
| Круг            | Соперник           | Страна           | Итог   | С оценкой            | Продолжительность |
| --------------- | ------------------ | ---------------- | ------ | -------------------- | ----------------- |
| Предварительный | Йорген Хаггквист   | Швеция           | Победа | юко (о ути гари)     | 5:00              |
| 1/16            | Филип Лаатс        | Бельгия          | Победа | юко (сэои нагэ)      | 5:00              |
| 1/8             | Стивен Гоуторп     | Великобритания   | Победа | иппон (сэои нагэ)    | 2:28              |
| 1/4             | Константин Никулае | Румыния          | Победа | иппон (кансэцу ваза) | 2:16              |
| 1/2             | Марк Александр     | Франция          | Победа | юсэй гати            | 5:00              |
| Финал           | Хван Чон О         | Республика Корея | Победа | юко (сэои нагэ)      | 7:00              |

В 1985 году занял второе место на командном кубке Международной федерации дзюдо в Париже, победил на турнире Pacific Rim Judo Championships в Токио, а в сентябре 1985 года стал бронзовым призёром чемпионата мира. После чемпионата оставил активную карьеру в дзюдо, став тренером.
С 2007 года является главным тренером команды Komatsu. Среди его учеников Аюми Танимото, двукратная олимпийская чемпионка.